# رابطة الفنانين في ألتونا

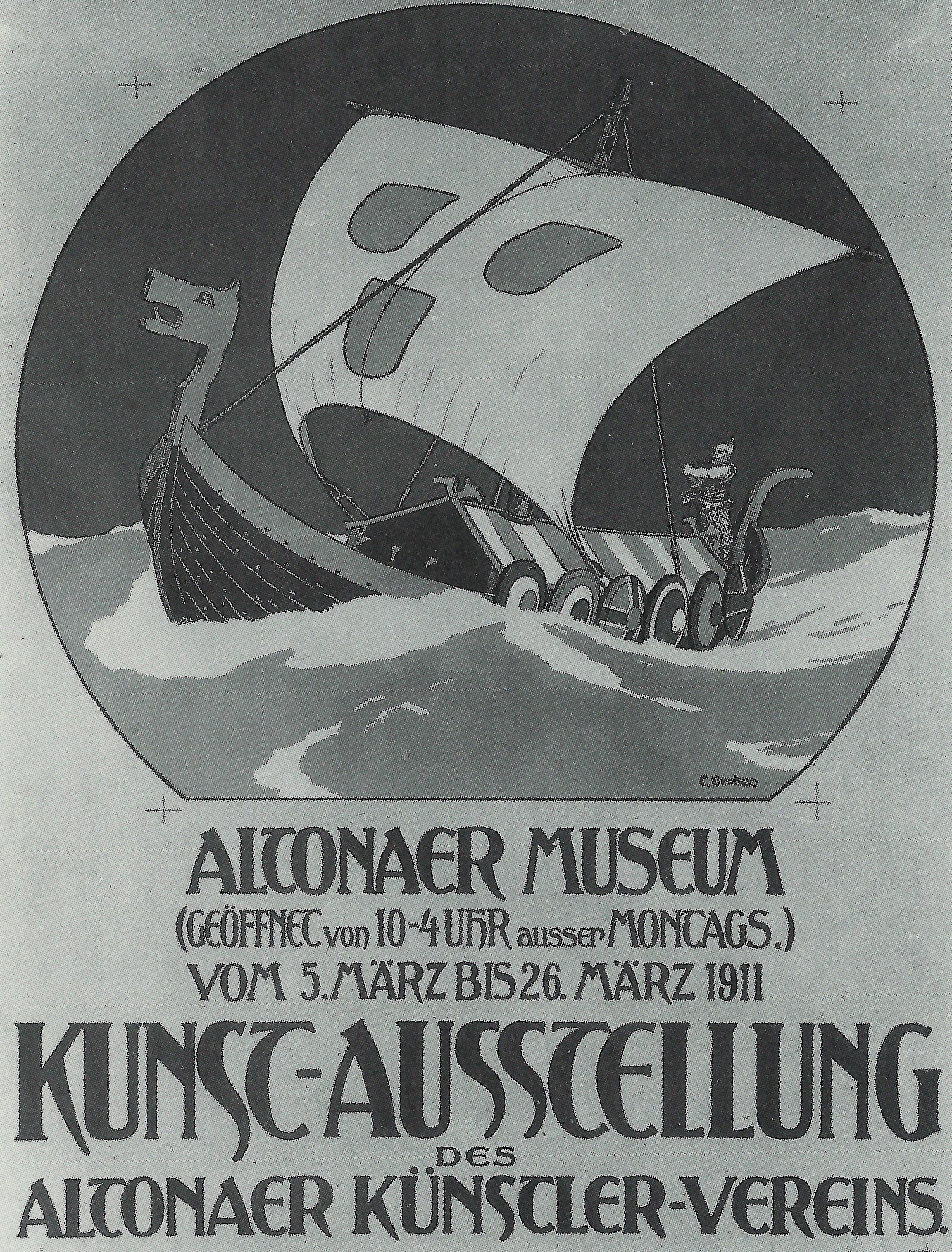
ملصق معرض عام 1911 لكارل بيكر ، متحف التونير (رسم توضيحي بالأبيض والأسود)

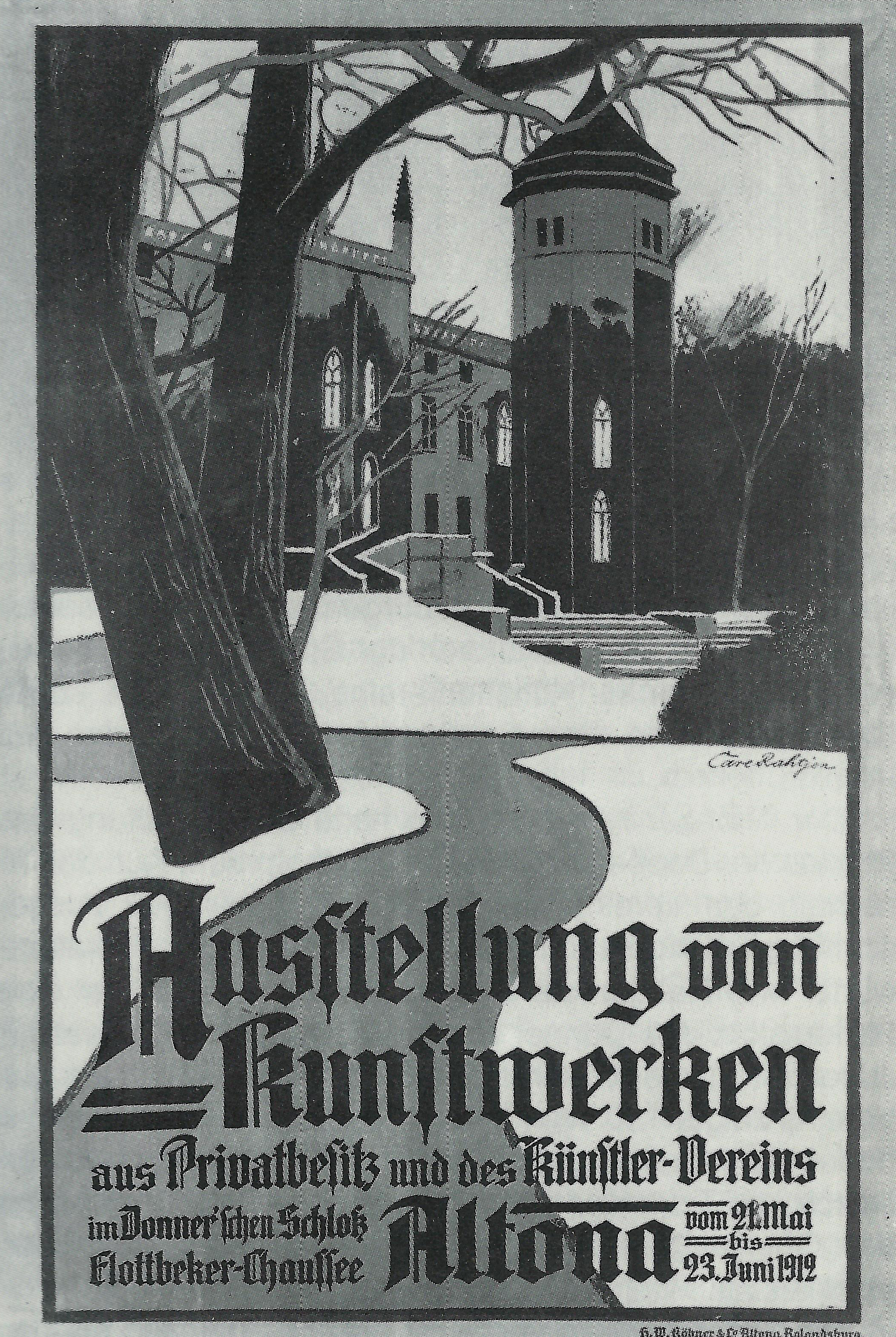
ملصق معرض عام 1912 لكارل راثجين ، متحف التونير (رسم توضيحي بالأبيض والأسود)

تأسست جمعية فناني ألتونا عام 1909، وصارت غير نشطة تقريبًا بعد عام 1934 وتم حلها في عام 1953. أصبحت مدينة ألتونا ، التي تنتمي إلى مقاطعة شليسفيغ هولشتاين البروسية ، جزءًا من ولاية هامبورغ في 1 أبريل 1937 من خلال قانون هامبورغ الكبرى.